# Herbert Beer
Herbert Beer (* 31. Mai 1914 in Purley, England; † 24. Juni 1971 in Lütjenburg) war ein deutscher Politiker (GB/BHE, GDP, CDU).

## Leben und Beruf
Beer, der evangelischen Glaubens war, wurde in England geboren, wuchs aber in den deutschen Ostgebieten auf. Nach dem Zweiten Weltkrieg kam er als Heimatvertriebener nach Schleswig-Holstein.
Beer war verheiratet und hatte zwei Kinder. Seine Tochter Angelika Beer saß später für die Grünen im Deutschen Bundestag und im Europäischen Parlament sowie für die Piratenpartei im Landtag von Schleswig-Holstein.

## Partei
Beer trat nach der Machtergreifung der Nationalsozialisten zum 1. April 1933 in die NSDAP ein (Mitgliedsnummer 1.596.257). Danker und Lehmann-Himmel charakterisieren seine Grundorientierung zu jener Zeit als „angepasst / ambivalent“.
Er gehörte nach dem Zweiten Weltkrieg zunächst dem GB/BHE an. 1956 bis 1960 war er stellvertretender Landesvorsitzender und anschließend bis 1961 Landesvorsitzender in Schleswig-Holstein. Nach der Fusion mit der DP wurde er Mitglied und schleswig-holsteinischer Landesvorsitzender der GDP. 1964 beteiligte er sich mit Adolf von Thadden und Fritz Thielen an den Vorbereitungen zur Gründung der NPD, trat dieser selbst jedoch nicht bei. Er versuchte stattdessen mit der von ihm geleiteten Arbeitsgemeinschaft Nationale Politik eine Sammlungsbewegung aus kleineren rechten Gruppierungen um die GDP zu bilden. Als dieses Vorhaben scheiterte, trat Beer im Dezember 1968 auch als GDP-Landesvorsitzender zurück. 1969 trat er in die CDU ein.

## Abgeordneter
Beer war von 1954 bis 1958 und von der Landtagswahl 1971 bis zu seinem Tode Landtagsabgeordneter in Schleswig-Holstein. 1971 vertrat er den Wahlkreis Plön-Nord im Parlament. Von 1954 bis 1958 war er stellvertretender Vorsitzender des Verkehrsausschusses des Landtages. Vom 5. Mai 1958 bis zum Ende der Wahlperiode war er Fraktionsvorsitzender der GB/BHE-Fraktion.

## Veröffentlichungen
- Führen und Folgen, Herrschen und Beherrschtwerden im Sprachgut der Angelsachsen: ein Beitrag zur Erforschung von Führertum und Gefolgschaft in der germanischen Welt, Breslau: Plischke 1939 (Berlin, Philologische Dissertation vom 11. Juli 1939), (Buchhandelsausgabe) Breslau: Priebasch 1939 (Sprache und Literatur der germanischen und romanischen Völker: A, Anglistische Reihe; Band 31)